# 滴定

滴定の模式図。ビュレットから試薬を少しずつ滴下し、当量点を求める。

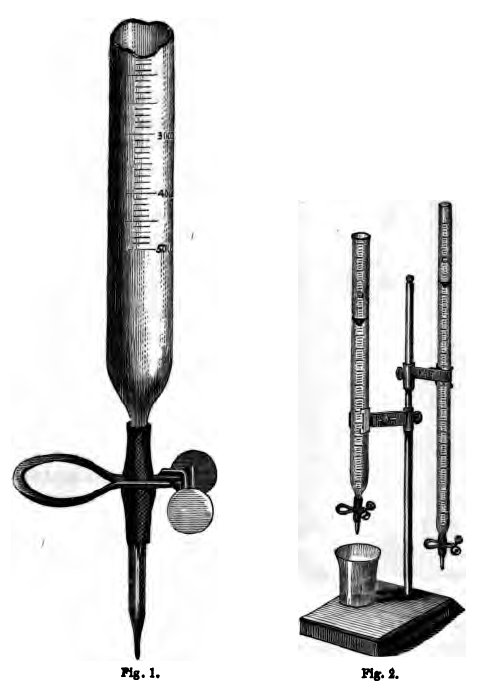
滴定用具（右）。ビュレット、ビュレット台、コニカルビーカー等受け器。左図はピンチコック部拡大。2方コックとの一体型ビュレットもある。

滴定（てきてい、英: titration）とは化学反応を用いて化学物質の量を測定する定量分析法である。特に中和点を利用するものを中和滴定と呼ぶ。

## 概要
被滴定物質に対して、濃度が既知の標準物質である滴定剤をビュレットを使用し滴下して反応を進行させる。
全ての被滴定物質が反応し尽した時点を当量点と呼び、呈色指示薬を使って比色法で決定したり、pHや酸化還元電位など物性の変化を測定して決定する。
当量点に達するまでに必要とした滴定剤の体積をビュレットの目盛りより求め、化学量論的な計算により、被滴定物質の量を決定する。

## 滴定に用いられる反応
- 酸塩基反応
- 酸化還元反応
- 沈殿反応
- 錯生成反応

などがある。
しかし、全ての反応が滴定に用いられるのでは無く、反応に次の条件が備わっている必要がある。
1. 反応の生成物は1通りであり、副反応が生じてはならない。
2. 反応の平衡定数が非常に大きく、当量点において反応が完結し、未反応の被滴定物質や滴定剤が残存しない。
3. 当量点を決定する為の指示薬や測定方法が存在する。
4. 滴下した滴定剤は速やかに反応が進行する。

## 指示薬
呈色指示薬には
- 酸塩基指示薬
- 酸化還元指示薬
- 吸着指示薬

などがある。